# Praia do Forte (Natal)
Vista de uma piscina natural da Praia do Forte
A Praia do Forte é uma praia brasileira localizada no bairro de Santos Reis, em Natal, no estado do Rio Grande do Norte. Protegida por arrecifes que formam piscinas naturais, é nesta praia que se localiza o Forte dos Reis Magos, um dos cartões postais da cidade.
É nela também que está localizada a Ponte Newton Navarro, que atravessa o Rio Potengi e liga o bairro de Santos Reis ao bairro da Redinha (Zona Norte, onde se encontra a Praia da Redinha) e leva para as outras praias do Litoral Norte, entre elas Genipabu.
A Praia do Forte é um dos sete pontos da "Area Especial de Interesse Turístico" do litoral, por isso, a praia é vigiada 24 horas por dia por algumas das 23 câmeras instaladas ao longo do litoral de Natal.